# Benz Patent-Motorwagen
Benz Patent-Motorwagen — перший в світі автомобіль (як і автомобіль Даймлера), що був створений у 1885 році німецьким винахідником та інженером Карлом Бенцом, побудований на фабриці компанії Benz & Cie. 29 січня 1886 року він отримав патент за номером 37435 на свій автомобіль, а вже 3 липня 1886 на дорозі Рінгштрассе в Мангеймі вперше показав автомобіль широкій публіці.

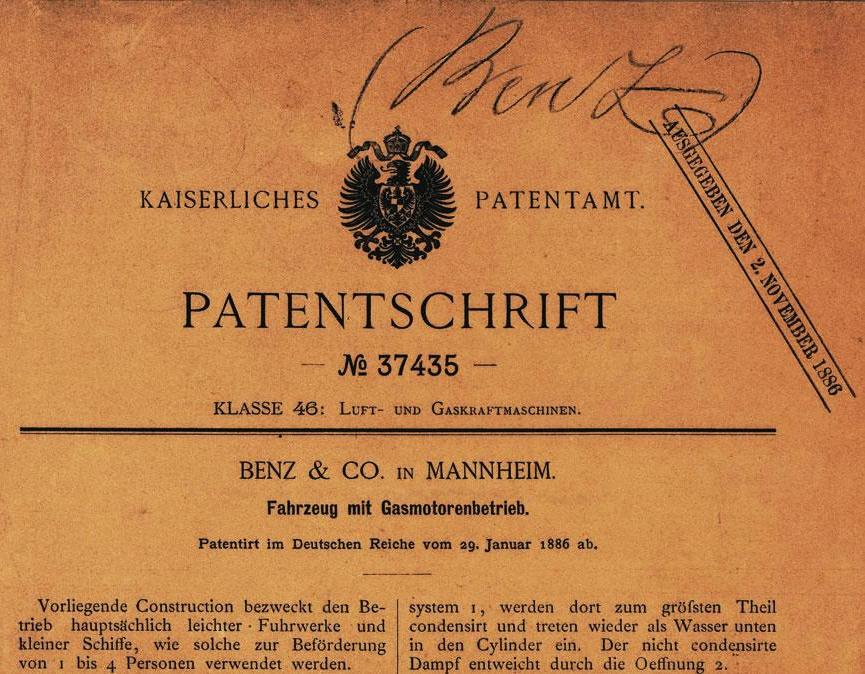
Патент на автомобіль

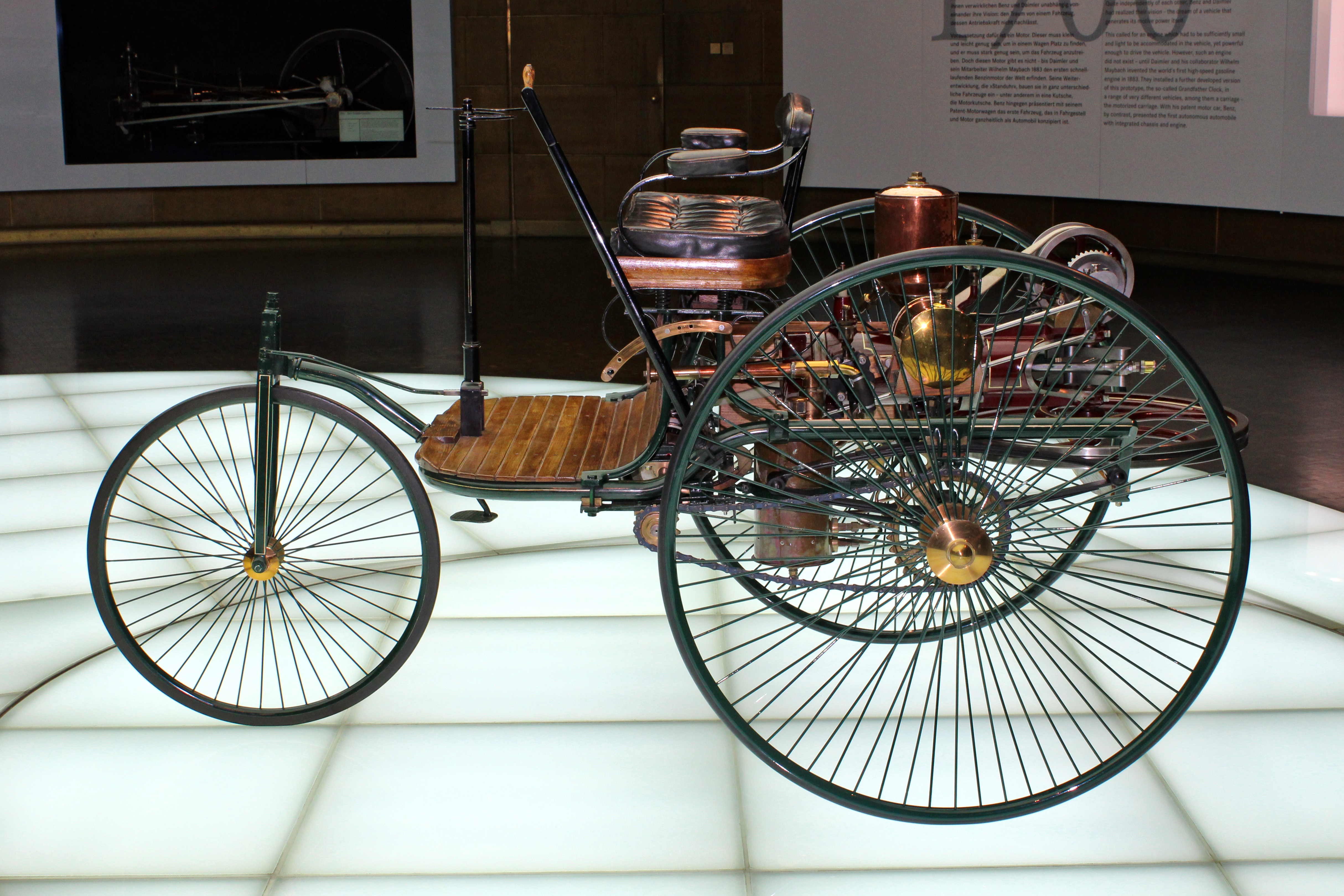
Сучасний реплікат автомобіля

## Автомобіль

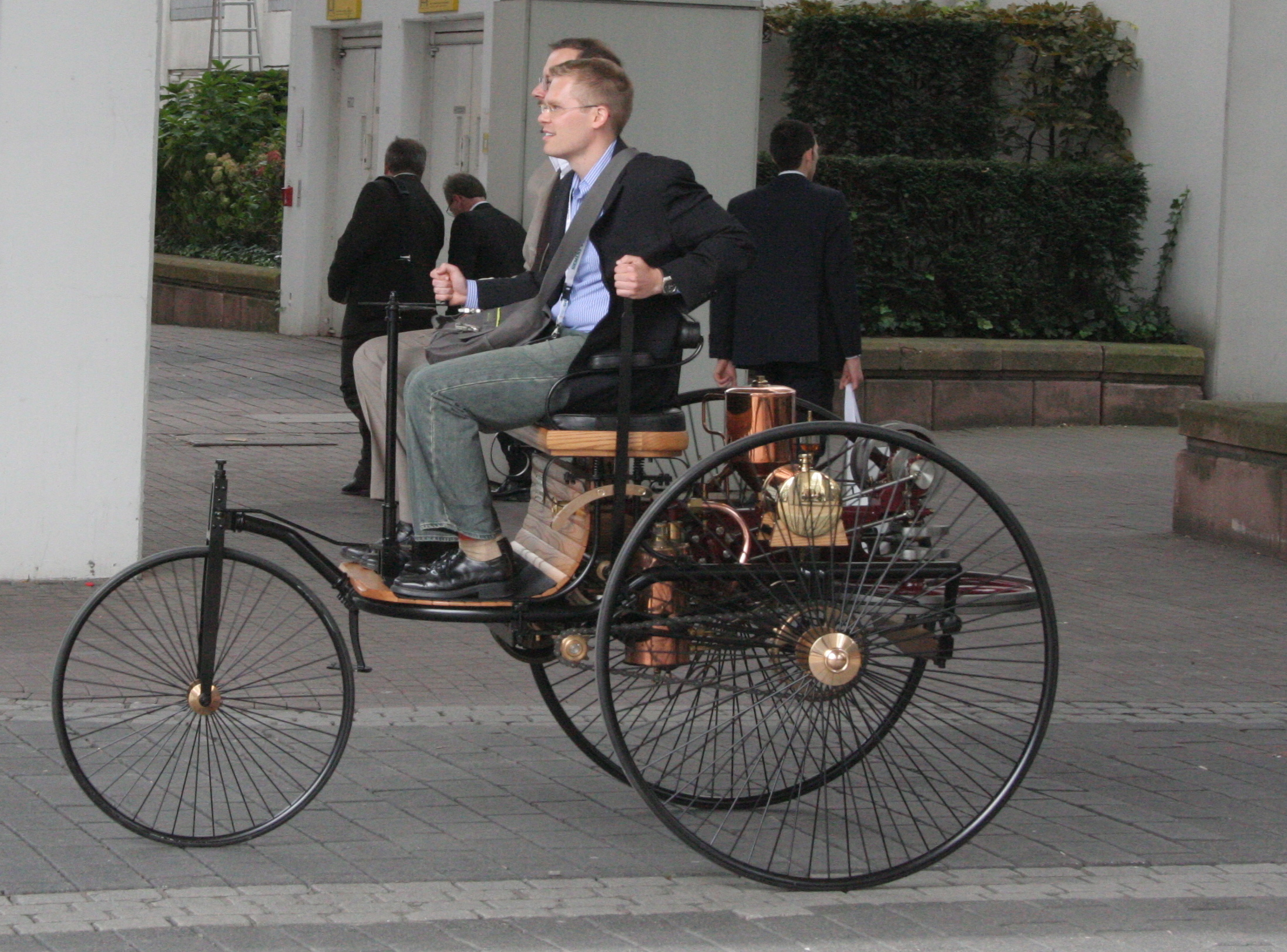
Робоча репліка автомобіля, Франкфурт-на-Майні, 2007 рік

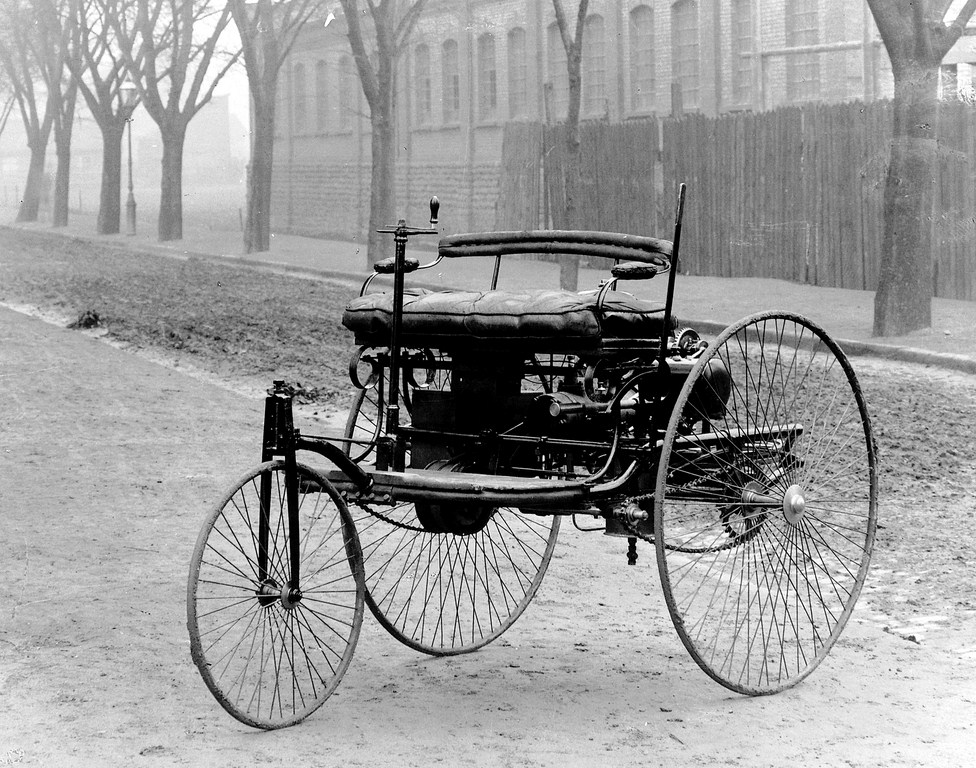
Benz Patent-Motorwagen 1885

Після успішної розробки двотактного двигуна внутрішнього згоряння в 1873 році Карл Бенц сфокусувався на проєктуванні моторизованого наземного транспортного засобу. Одночасно він продовжував працювати над розробкою й виготовленням стаціонарних двигунів і частин до них.
Benz Patent-Motorwagen був триколісним автомобілем з двигуном, розташованим позаду, і ланцюговим приводом на обидва задніх колеса. Автомобіль мав трубчату раму зі сталі з дерев'яними панелями, колеса зі сталевими спицями і суцільними (не пневматичними) гумовими шинами власного виробництва, кермування переднім колесом з використанням зубчатого колеса і рейки (замість круглого керма була проста рукоятка). Переднє колесо було закріплене жорстко, а задні — на еліптичних ресорах. Трансмісія була одношвидкісною з найпростішим дисковим зчепленням.

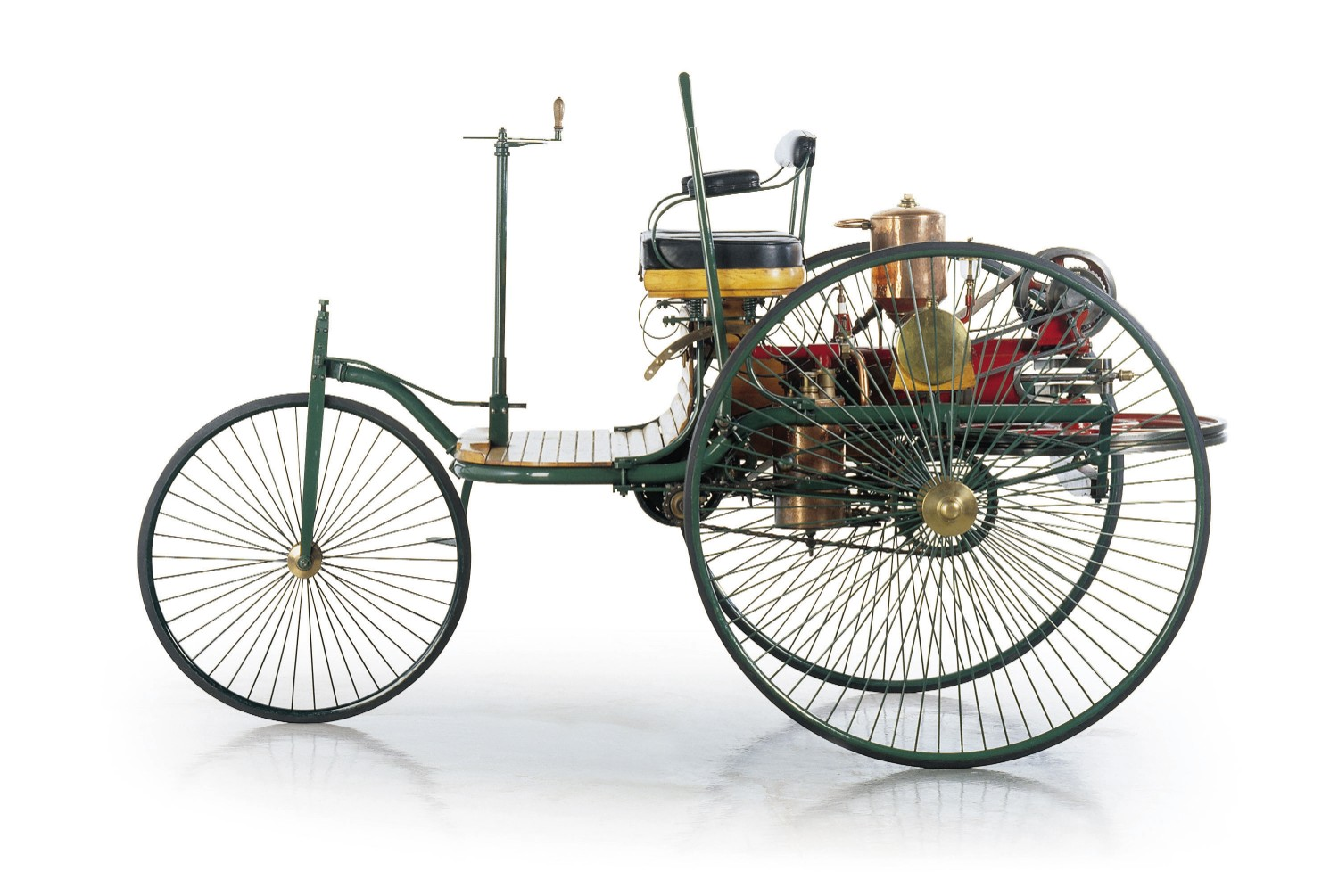
Patent-Motorwagen Benz Nr. 2

Чотиритактний двигун Benz у першому Моторваґені мав один циліндр з робочим об'ємом 954 кубічних сантиметри і тремблерним запаленням. Цей двигун мав потужність 500 ват (2/3 кінської сили) при 250 обертах за хвилину, і був дуже легким для свого часу — маса становила близько 100 кг.